# Harada Naojirō

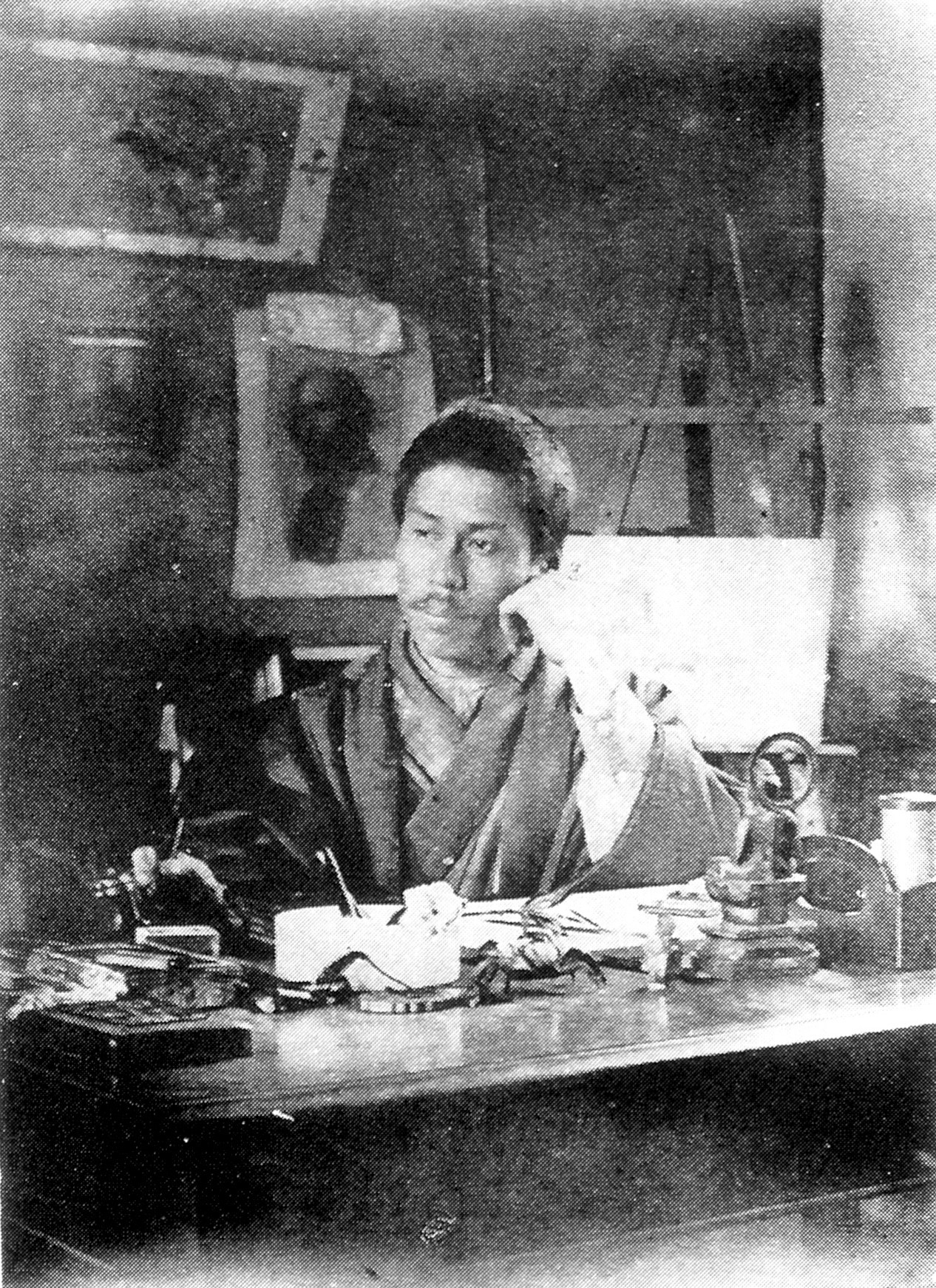
Harada am Schreibtisch

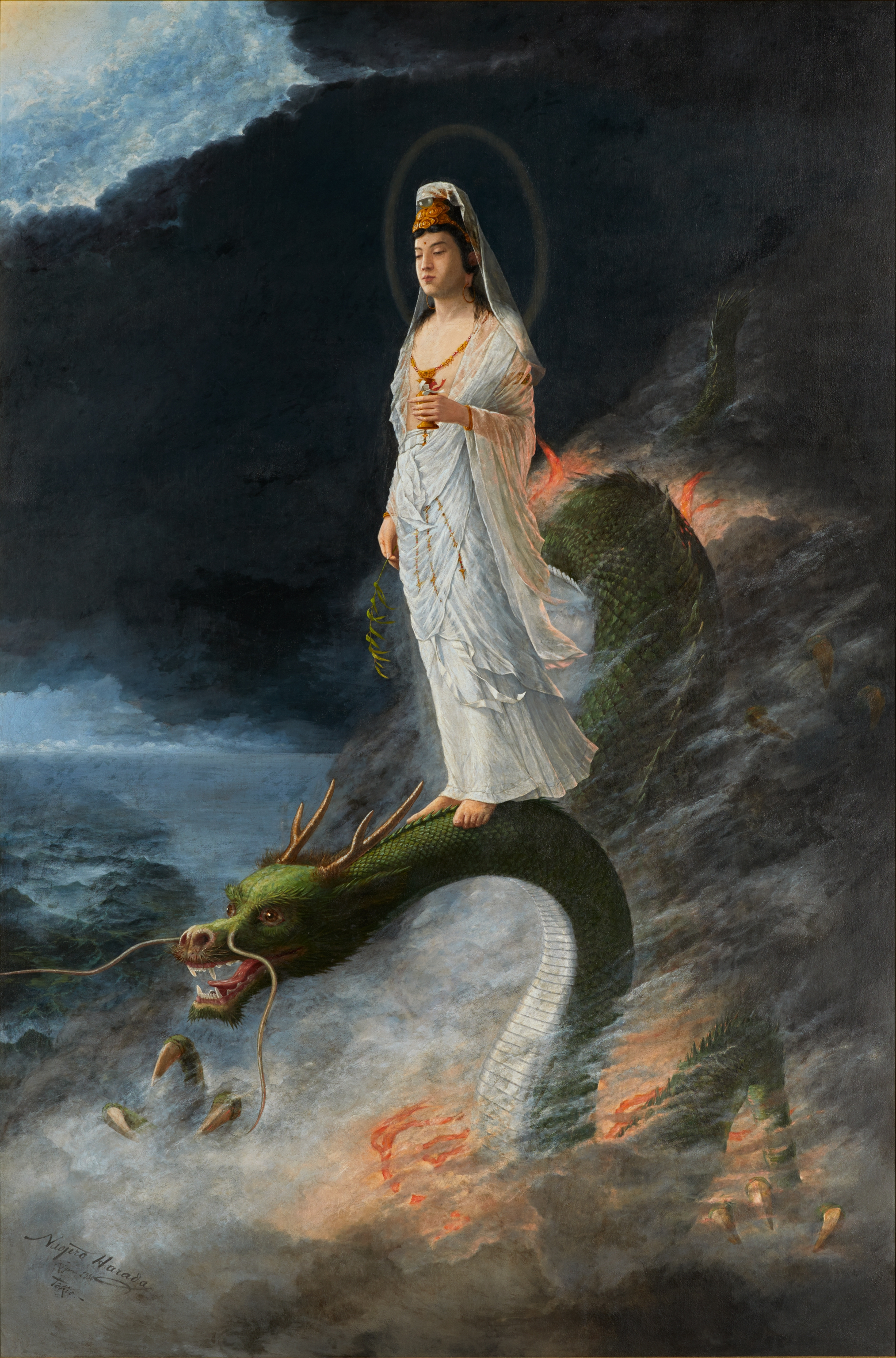
„Kannon auf dem Drachen“, 1890

Harada Naojirō (japanisch 原田 直次郎; 12. Oktober 1863 in Edo (heute Tokio) bis 26. Dezember 1899) gehörte zur ersten Generation japanischer Maler, die in Europa Malerei studierten.

## Leben und Werk
Naojirō stammte aus einer alten Samurai-Familie. Er wurde als zweiter Sohn des späteren Generalmajors Harada Ichidō (1830–1910) in Edo geboren. Harada studierte zunächst Französisch und machte an der Fremdsprachenschule Tokio (東京外国語学校, Tōkyō gaikokugo gakkō) 1881 seinen Abschluss. Von früher Jugend an war er an Malerei interessiert und erhielt seinen ersten Unterricht von Yamaoka Shigeaki, setzte ab 1883 das Studium der Malerei unter Takahashi Yuichi an dessen Schule Tenkaisha (天絵舎) fort.
1884 ging er nach München und studierte dort an der Akademie der Bildenden Künste bis 1886. Privat lernte er auch bei dem Maler Gabriel Max. In München traf er Mori Ōgai, mit dem er Freundschaft schloss. Ōgai gab 1890 der Hauptfigur seiner Erzählung Utakata no ki, dem japanischen Studenten Kose, Züge Harada Naojiros. An der Akademie machte Harada auch Bekanntschaft mit dem angehenden Maler Julius Exter. Auf Anweisung des japanischen Kultusministeriums kümmerte er sich 1885 um den Abteilungsleiter und Kulturpolitiker Hamao Arata (1849–1925).
Ende 1886 trat Harada seine Rückreise an. Er reiste durch die Schweiz nach Venedig, wo er Naganuma Moritoshi und in Rom Matsuoka Hisashi (1862–1944) traf. Im folgenden Jahr machte er in Paris Station und schrieb sich an der École des Beaux-Arts ein. Im Juli des Jahres kam er nach Tokio zurück.
Zurück in Tokyo eröffnete Harada unter dem Namen Shōbikan (鐘美館) eine Schule für Malerei. 1889 war er Mitgründer der Künstlervereinigung Meiji bijutsukai (明治美術会). 1893 erkrankte Harada, blieb aber weiterhin aktiv, bis er dann im Alter von 36 Jahren starb. Zu seinen Schülern gehören Kobayashi Mango (1870–1947), Itō Yoshihiko (1868–1942), Wada Eisaku (1874–1959), Miyake Kokki (1874–1954), Ōshita Tōjirō (1870–1911) und andere.
Haradas Stil ist geprägt durch den deutschen akademischen Malstil am Ende des 19. Jahrhunderts, war aber auch beeinflusst durch die Romantik.

## Bilder

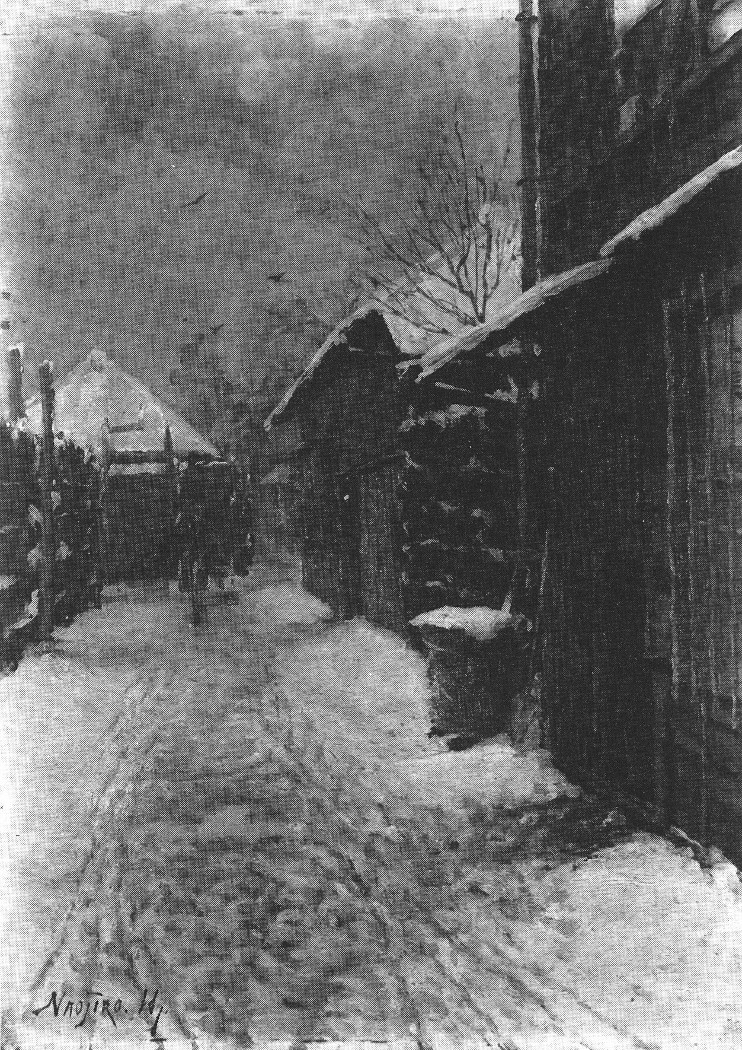
Dorfstraße
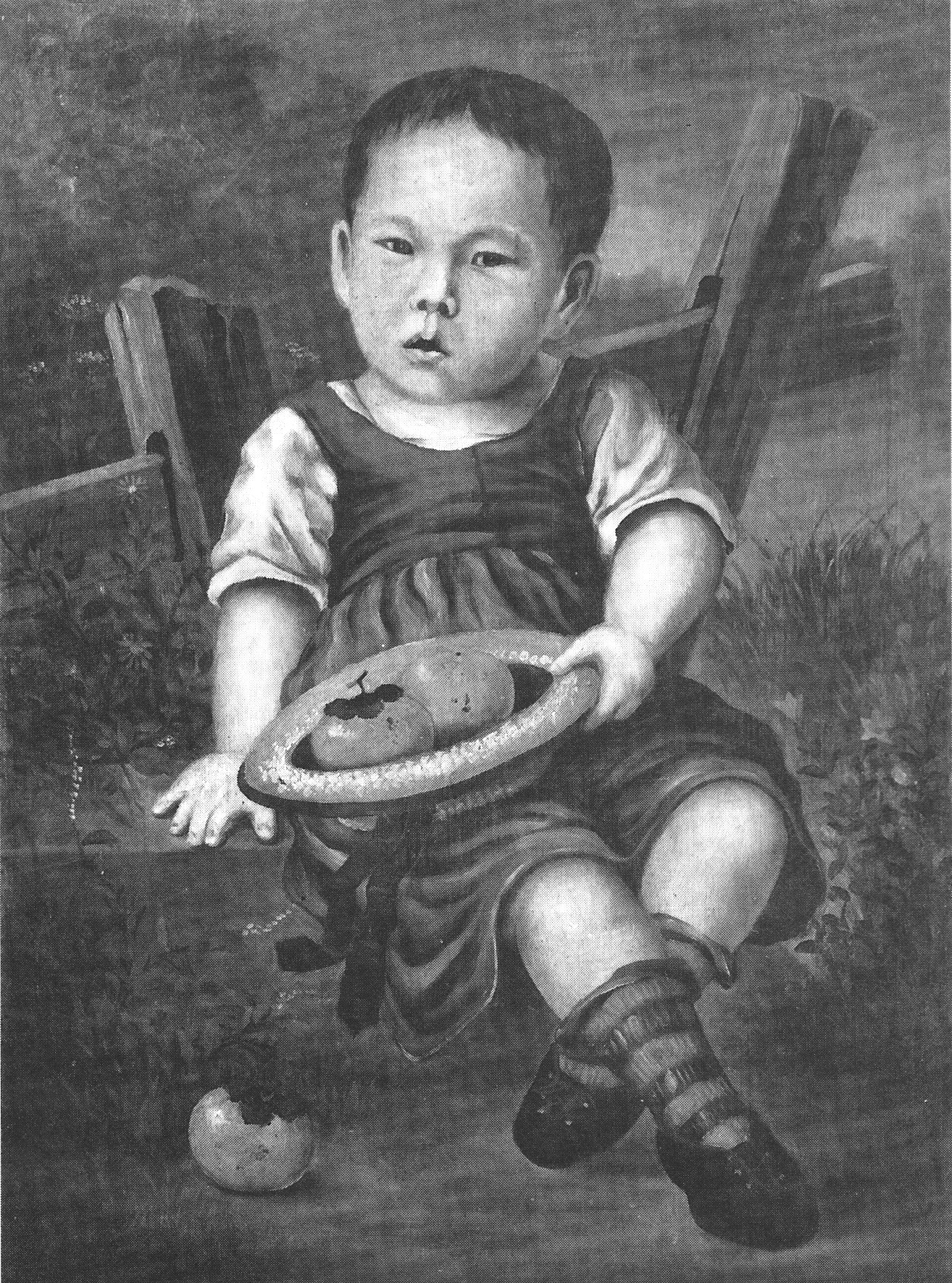
Kind
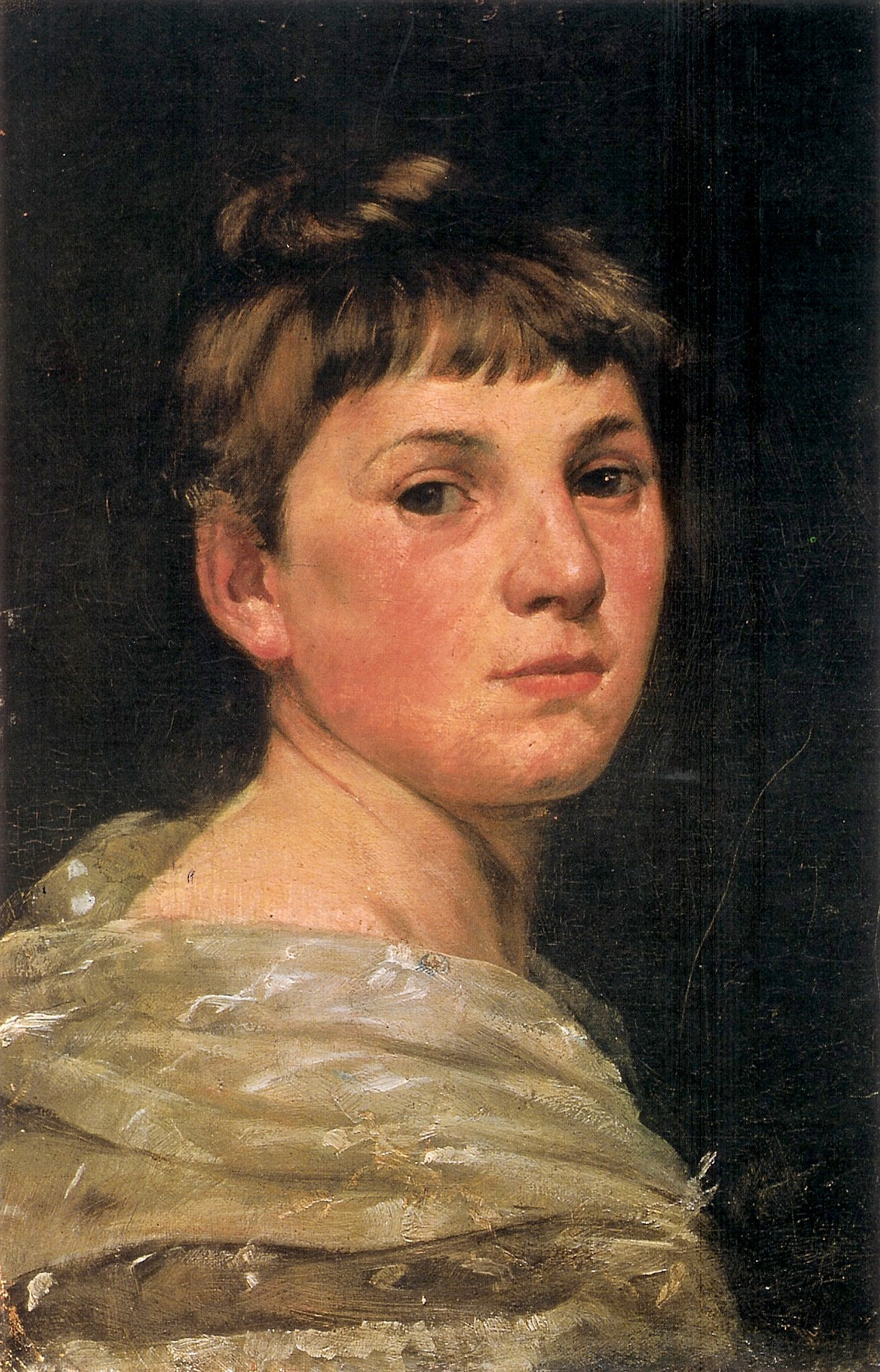
Mädchen
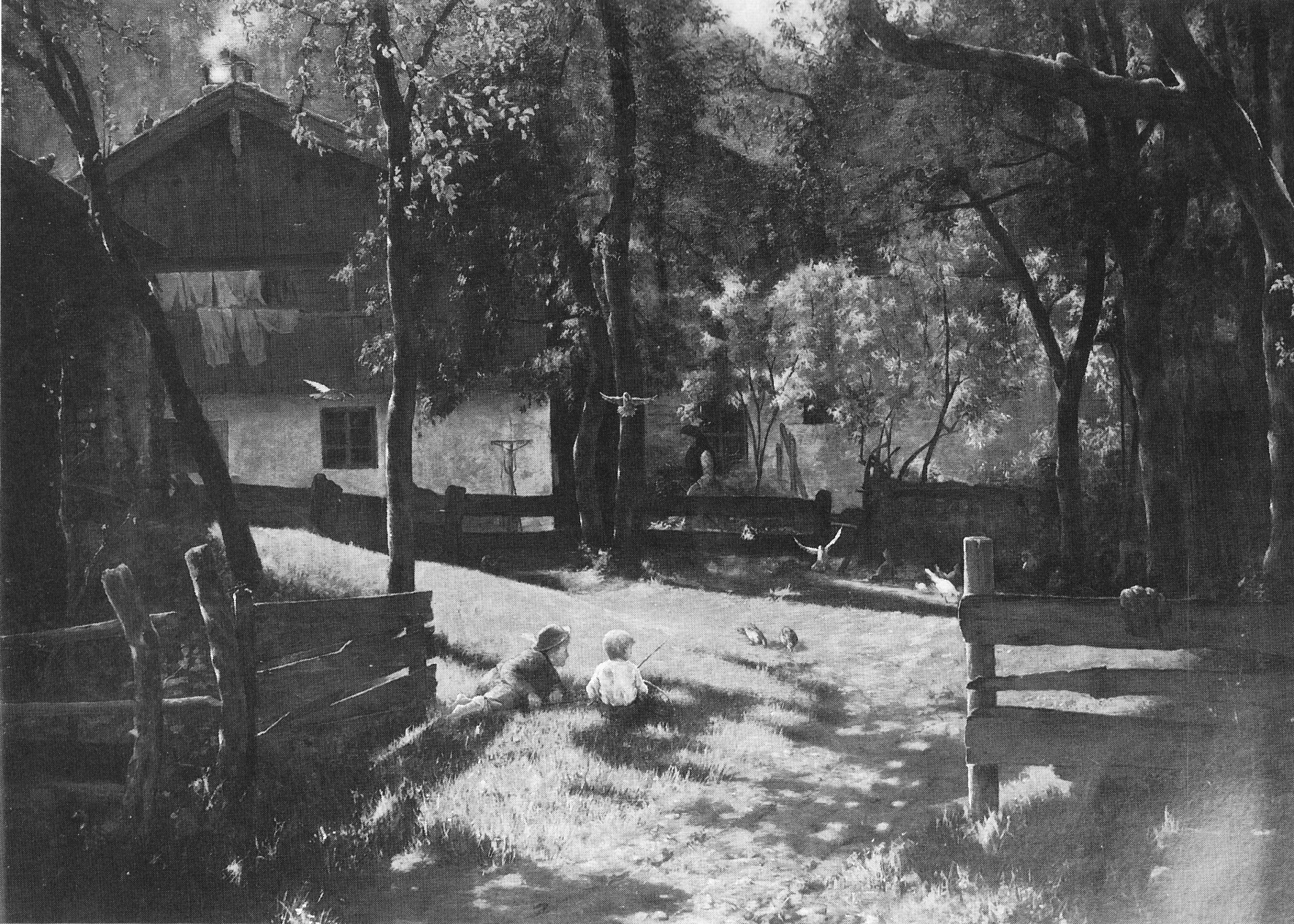
Im Bauerngarten[A 3], um 1886
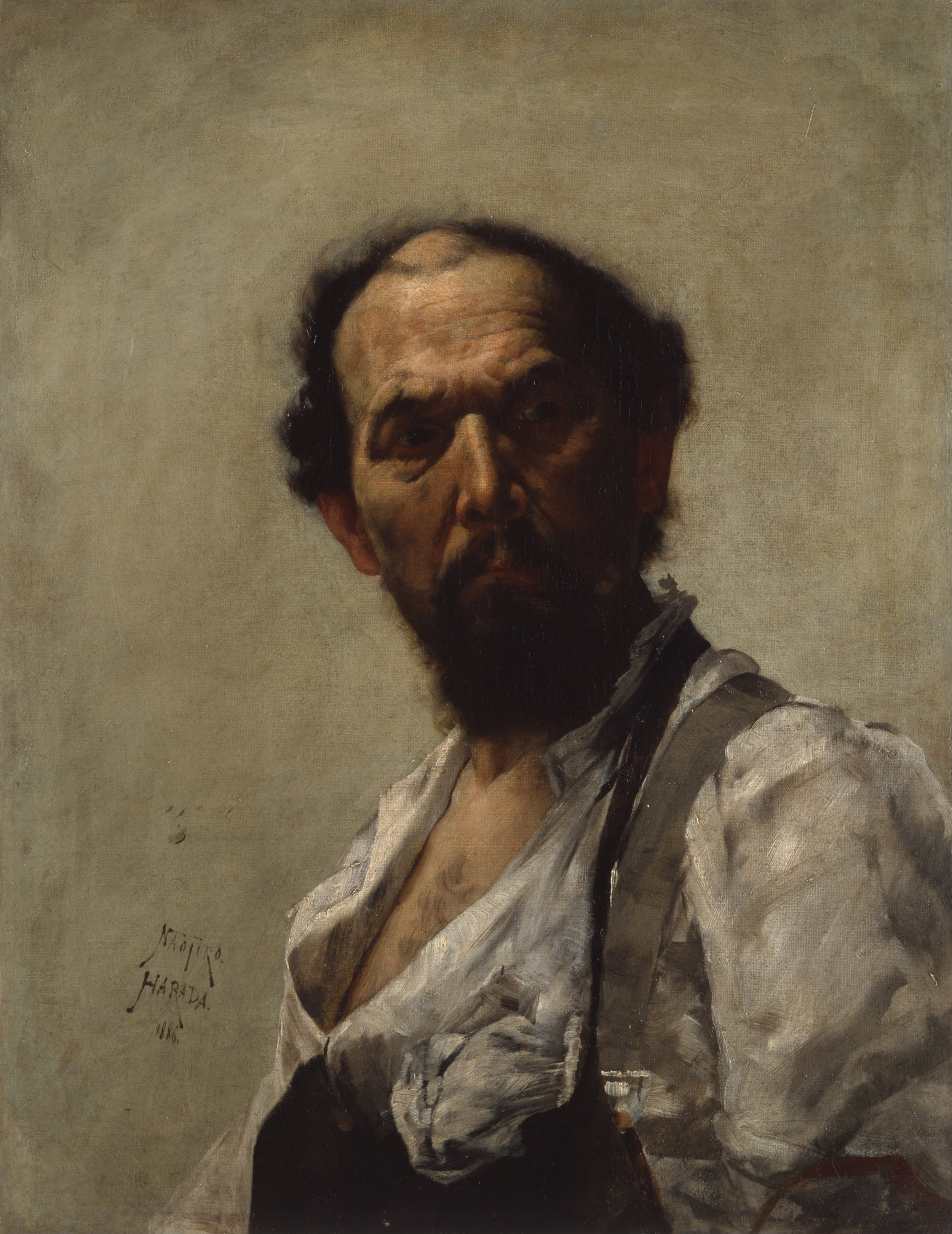
Alter Schuster
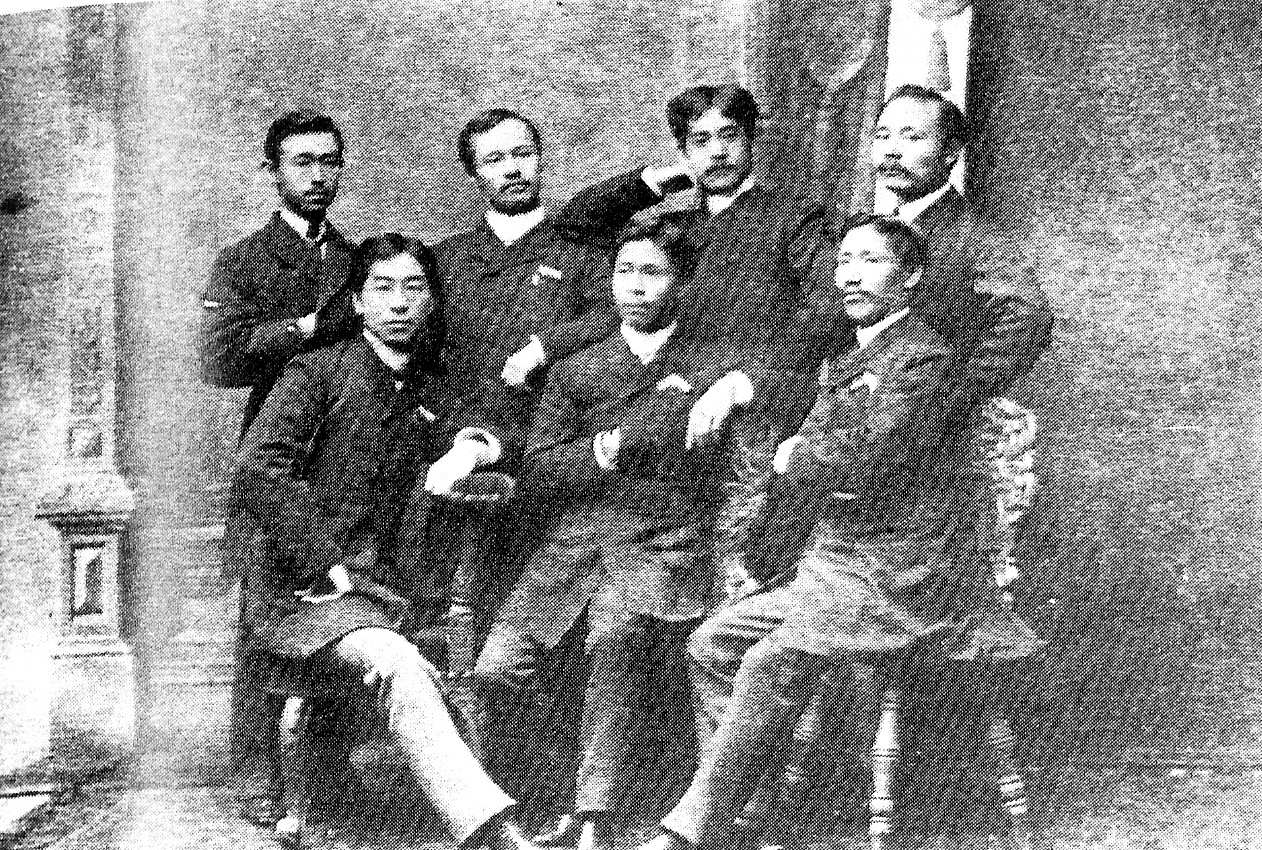
Harada und Mori in München[A 4]
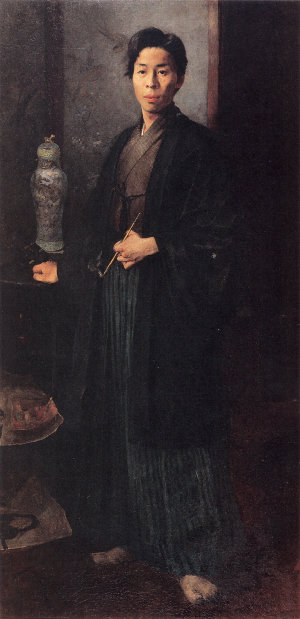
Porträt Haradas
[A 5]